# Castelo de Craigievar
O Castelo de Craigievar localiza-se no sopé dos Montes Grampianos, a cerca de 9,6 quilómetros ao sul de Alford, no condado de Aberdeenshire, na Escócia.

## História
Encontra-se classificado na categoria "A" do "listed building" desde 16 de abril de 1971.
Atualmente é a sede do Clã Sempill.

## Características
O castelo apresenta uma fachada rosada e o contraste entre a sua vasta estrutura inferior e as torretas refinadamente esculpidas, com gárgulas e mísulas, confere-lhe uma aparência de contos de fadas.